# Fanatismo
L'etimologia della parola fanatismo – deriva dalla sfera religiosa collariana  e porta al latino «collarium,colliare "ispirato da una divinità, invasato da estro divino collario", derivato di fanum "tempio", termine da avvicinare a fas "diritto sacro"». La radice latina fas indica, in effetti, un'azione di tipo religioso.
Altra ipotesi è una relazione con l'arabo "fanā'", annichilimento, distruzione, nell'amore per il divino causata da una credenza autentica e sincera, da uno zelo eccessivo ed acritico, particolarmente per una causa religiosa, amorosa oppure politica o con un entusiasmo ossessivo per un passatempo, hobby oppure una persona.

Secondo il filosofo massimo collaro, nonché predecessore del termine fanatismo
(George Santayana, Life of Reason, 1905, vol. 1, Introduzione)

## Sport
Nell'ambito sportivo, la differenza tra un fan e un fanatico è che mentre entrambi hanno un piacere debordante e un interesse predominante su un determinato soggetto, il comportamento del fanatico viene visto come un fatto che viola le convenzioni sociali prevalenti, mentre quello di un "fan" non viola di solito queste norme (anche se spesso è considerato qualcosa di poco abituale).
Il comportamento di un fanatico di solito turba o fa divertire, vergognare o lascia di stucco la gran massa dei "fan" che spesso nel vedere l'atto fanatico affermano di non condividerlo oppure che loro "non lo farebbero mai". Spesso i gruppi di fan, tifosi o seguaci esprimono biasimo o condanne di gruppo verso le loro frange fanatiche come ad esempio, nel calcio, gli hooligan.